# Túnids
Els túnids (Thunnus) constitueixen un gènere de peixos de la família dels escòmbrids.

## La tonyina delMediterrani
La tonyina típica de l'Atlàntic i del Mediterrani és l'espècie Thunnus thynnus que arriba a fer 3 metres de llargada i 500 kg de pes. Presenta el dors de color blau fosc i el ventre argentat. Disposa de dues aletes dorsals cua semilunar i pell amb escates.
Viu a la zona pelàgica fins als 1.000 metres de fondària com a gran depredador d'altres peixos. Forma grans bancs a la primavera per fresar que és quan tradicionalment es pescava a través d'una almadrava o amb xarxa i arpó.
La seva carn és molt apreciada. Conté un 59% d'aigua i és molt diferent a la de la majoria dels altres peixos, ja que és més consistent i té un color de rosat o vermell fosc produït per tenir més mioglobina que els altres peixos. Es consumeix enllaunada congelada o fresca. La gran pressió humana en les captures ha portat aquesta tonyina i a altres a un risc d'extinció.
La major part de les tonyines pescades al Mediterrani es venen al Japó on es paguen els millors preus i realment la tonyina enllaunada prové gairebé sempre d'altres espècies de túnids o peixos relacionats.
Des de fa pocs anys es crien tonyines capturades quan són menudes i encerclades amb xarxes dins del mar, allí se les alimenta amb altres peixos fins que es fan de mida comercial. Aquesta operació no és pròpiament piscicultura perquè les tonyines són capturades en alta mar i, per tant, aquesta pràctica no assegura la supervivència d'aquestes espècies.
Donat que la tonyina, en estar molt amunt en la cadena tròfica, acumula certa quantitat de mercuri i altres metalls pesants en el seu cos pot ser convenient limitar el seu consum en col·lectius especials com dones embarassades o infants. Tot i això les quantitat acumulades són variables i sovint les enllaunades tenen un contingut de mercuri molt baix.

## Espècies de túnids
- Thunnus alalunga (Bonnaterre, 1788)
- Thunnus albacares (Bonnaterre, 1788)
- Thunnus atlanticus (Lesson, 1831)
- Thunnus karasicus (Lesson, 1831)
- Thunnus maccoyii (Castelnau, 1872)
- Thunnus obesus (Lowe, 1839)
- Thunnus orientalis (Temminck i Schlegel, 1844).
- Thunnus thynnus (Linnaeus, 1758)
- Thunnus tonggol (Bleeker, 1851)

## Altresespèciesrelacionades
- Katsuwonus pelamis (Linnaeus, 1758)
- Allothunnus fallai (Serventy, 1948)
- Auxis rochei
- Auxis thazard thazard
- Euthynnus affinis (Cantor, 1849)
- Euthynnus alletteratus
- Gasterochisma melampus (Richardson, 1845)
- Gymnosarda unicolor (Rüppell, 1836)